# Who's Got My Hat?
Who's Got My Hat? è un cortometraggio muto del 1910 diretto da Lewin Fitzhamon.

## Trama
Un dottore viene inseguito quando si sbaglia, prendendo un cappello non suo, il quale scoprirà contenere del denaro.

## Produzione
Il film fu prodotto dalla Hepworth.

## Distribuzione
Distribuito dalla Hepworth, il film - un cortometraggio di 152,02 metri - uscì nelle sale cinematografiche britanniche nel febbraio 1910.
Si conoscono pochi dati del film che, prodotto dalla Hepworth, fu distrutto nel 1924 dallo stesso produttore, Cecil M. Hepworth. Fallito, in gravissime difficoltà finanziarie, il produttore pensò in questo modo di poter almeno recuperare il nitrato d'argento della pellicola.